# Eisenbahnunfall auf der Firth-of-Tay-Brücke

Der eingestürzte Mittelteil kurz nach dem Unfall mit Blick in Richtung Süden

Der Eisenbahnunfall auf der Firth-of-Tay-Brücke ereignete sich am 28. Dezember 1879, als die Firth-of-Tay-Brücke  unter einem Zug von Edinburgh nach Dundee einstürzte. Vermutlich kamen dabei 75 Menschen ums Leben.

## Ausgangslage

Eine Dampflok auf der ersten Firth-of-Tay-Brücke vor dem Unfall

Die erste Firth-of-Tay-Brücke war eine über dreitausend Meter lange Eisenbahnbrücke über den Firth of Tay, die der Ingenieur Thomas Bouch konstruiert hatte. Die eingleisige Brücke bildete einen Blockabschnitt der Bahnstrecke. Befahren durfte die Brücke nur der Zug, dessen Lokomotivführer im Besitz des „Token“ war, eines Stabes, den er nach Befahren der Brücke wieder abgeben musste. Da es nur einen solchen Stab gab, wurde damit sichergestellt, dass sich immer nur ein Zug auf der Brücke befand.
Ein Schnellzug („Mail“) der North British Railway verließ um 16:15 Uhr den Bahnhof Edinburgh Waverley nach Dundee. Er führte sechs Personenwagen, die von einer 2-B-Schnellzuglokomotive mit Schlepptender gezogen wurden. An der Blockstelle südlich der Brücke nahm der Lokomotivführer den „Token“ entgegen. Der Blockwärter telegrafierte seinem Kollegen auf der Nordseite um 19:14 Uhr die Zugdurchfahrt. Für 19:20 Uhr war die Ankunft in Dundee vorgesehen.
Am Firth of Tay herrschte an diesem Abend ein Sturm, der gegen 19 Uhr seinen Höhepunkt erreichte. Die Windstärke wurde auf 10 bis 11 auf der Beaufortskala geschätzt. Auch soll an jenem Tag eine zu schwere Lokomotive auf der Brücke im Einsatz gewesen sein.

## Unfallhergang

Der eingestürzte Mittelteil kurz nach dem Unfall

Der Schnellzug aus Edinburgh befuhr am 28. Dezember 1879 bei Dunkelheit gegen 19:17 Uhr den Mittelteil der Firth-of-Tay-Brücke, als dieser nachgab und mit dem Zug in den Firth of Tay stürzte. Die Brücke war unter dem Gewicht des Zugs, der Windlast des Orkans und den unter diesen Umständen zu hohen dynamischen Kräften des Zuges zusammengebrochen. Letztendliche Ursache waren die mangelhafte Konstruktion und Ausführung der Brücke.
Der Eisenbahnarbeiter und Augenzeuge John Watt, der sich zu dieser Zeit in der Blockstelle am südlichen Ende der Brücke aufhielt, hatte das Licht des Zuges verfolgt und beobachtet, wie er ins Wasser stürzte. Er sagte zu dem Mitarbeiter der Blockstelle: „Entweder sind die Träger oder der Zug heruntergefallen.“ Der Blockwärter stellte daraufhin fest, dass alle acht Telegrafenleitungen zur Blockstelle auf der Nordseite unterbrochen waren. Da alle Leitungen in den Brückenkörper integriert waren, war das ein Beleg dafür, dass die Brücke unterbrochen war.
Auch auf der Nordseite der Brücke wurde der Unfall beobachtet: „Es war wie ein kometenhafter Ausbruch wilder Funken, von der Lokomotive in die Dunkelheit geschleudert. In einer langen Spur war der Feuerstrahl zu sehen, bis zu seinem Verlöschen unten in der stürmischen See. Dann herrschte völlige Finsternis.“ Der Bahnhofsvorsteher von Dundee und der Chef des dortigen Lokomotivdienstes liefen in der Dunkelheit die Brücke entlang, um die Ursache zu erkunden. Der Sturm war noch so stark, dass sie streckenweise nur auf allen Vieren vorankamen. Nach etwa einem Kilometer standen sie vor dem Nichts. Der gesamte Mittelteil der Brücke auf einer Länge von fast 1000 m war einschließlich des ihn befahrenden Zuges in den Firth of Tay gestürzt. Bei der Bergung des Zuges wurde festgestellt, dass der Regler der Lokomotive noch geöffnet war und die Steuerung in Vorwärtsstellung stand und es keine Anzeichen für einen Bremsversuch gab, daher waren zumindest für das Lokomotivpersonal offenbar keine Vorzeichen des Unglücks wahrnehmbar gewesen.

## Folgen

### Direkte Folgen

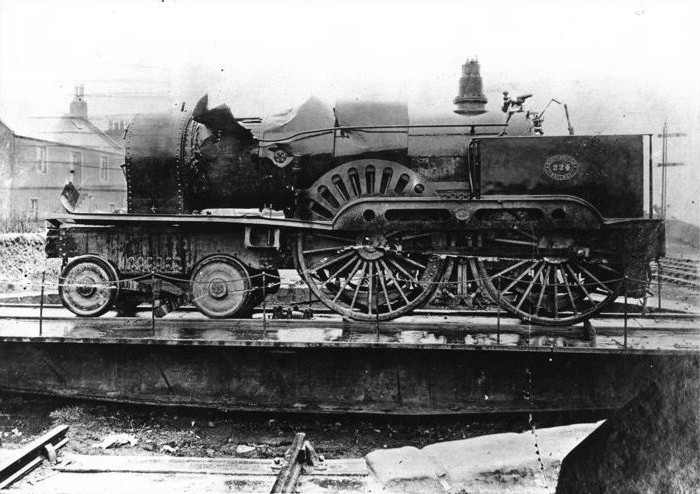
Die geborgene Lokomotive Nr. 224 nach dem Unfall

Es gab keine Überlebenden. 72 Fahrgäste und 3 Bahnbedienstete, die im Zug unterwegs waren, kamen ums Leben, darunter der Schwiegersohn des Konstrukteurs der Brücke. Die genaue Anzahl der Opfer konnte nur indirekt durch die Zahl der verkauften Fahrkarten ermittelt werden. Nur 46 Leichen wurden geborgen, die anderen wurden in die Nordsee gespült. Die Polizei konnte später anhand der Vermisstenanzeigen 60 Opfer identifizieren, so dass letztlich 12 verkaufte Fahrkarten nicht zugeordnet werden konnten. Deshalb ist die genaue Anzahl der Opfer bis heute umstritten. Erst zwei Tage nachdem der Sturm sich gelegt hatte, konnten Teile des Zuges im schlammigen Wasser des Firth of Tay geortet werden. Die ins Wasser gestürzte Lokomotive wurde später aus dem Fjord geborgen, instand gesetzt und war bis 1919 im Einsatz. Sie erhielt den Spitznamen „The Diver“ („Der Taucher“).

### Untersuchungskommission
Henry C. Rothery (Beauftragter für Unglücksfälle zur See), Oberst William Yolland (Chefinspektor der britischen Eisenbahnen) und der Ingenieur William Henry Barlow (Vorsitzender der britischen Ingenieurvereinigung und Fachmann für Brückenbau) bildeten die offizielle Untersuchungskommission, die das britische Parlament einsetzte. Sie schlossen ihre Untersuchung im Juni 1880 mit zwei unterschiedlichen Berichten ab. Der von Yolland und Barlow unterzeichnete sprach sich gegen eine persönliche Schuld von Thomas Bouch aus. Rothery war dagegen der Ansicht, dass Thomas Bouch gerichtlich zur Verantwortung zu ziehen sei. Beide Berichte kamen aber übereinstimmend zu dem Ergebnis, dass eine ganze Reihe von Konstruktionsfehlern, Ignoranz und Schlamperei während der Bauausführung und anschließend mangelhafte Wartung zum Einsturz der Brücke geführt hatten. Hinzu kamen Managementfehler der North British Railway. So war schon vor dem Einsturz bekannt, dass sich bei Zugüberfahrten Bauteile von der Brücke gelöst hatten und diese dadurch instabil geworden ist.
Der schottische „Board of Trade“ beauftragte eine Fotoserie der zerstörten Brücke und aller geborgenen Teile des abgestürzten Zuges, die heute in der Schottischen Nationalbibliothek aufbewahrt wird.
Als Folge des Unfalls wurde der Bau der ebenfalls von Thomas Bouch geplanten Firth-of-Forth-Brücke gestoppt. Sir Thomas Bouch erkrankte in der Folge der Ereignisse und starb am 30. Oktober 1880, nur zehn Monate nach dem Unfall. Den bereits eingeleiteten Zivilprozess erlebte er nicht mehr. Er vertrat aber die Ansicht, eine Entgleisung des Zuges habe den Brückeneinsturz ausgelöst.
Die Ursachen des spektakulären Großunfalls waren in der Folgezeit immer wieder einmal Gegenstand der Diskussion und erneuter Untersuchung, das Materialversagen beruhte auf Ermüdungsbruch und Konstruktionsfehlern.

## Literarische Verarbeitungen
- Theodor Fontane verewigte die Katastrophe bereits im Januar 1880 in der mythisierenden Ballade Die Brück’ am Tay.[10]
- William McGonagall verfasste ebenfalls 1880 ein Gedicht The Tay Bridge Disaster.[11]
- Max Eyth verarbeitete den Unfall in seiner 1899 erschienenen Erzählung Die Brücke über die Ennobucht.[12]